# Paulo Andrade de Mello
Paulo Andrade de Mello (Rio de Janeiro, 2 de dezembro de 1931 – Brasília, 29 de junho de 2019) foi um médico neurocirurgião, professor universitário e pesquisador brasileiro. Reconhecido por sua contribuição à neurocirurgia no Brasil, foi fundador e chefe do Serviço de Neurocirurgia do Hospital de Base do Distrito Federal (HBDF), além de professor titular da Universidade de Brasília (UnB).

## Biografia
Filho do alfaiate João Ferreira de Mello e da costureira Adelmira de Andrade Bastos de Mello,  Paulo Andrade de Mello nasceu no Rio de Janeiro em 1931. Desde jovem, demonstrava interesse pela escrita, mas decidiu seguir a carreira médica após concluir o segundo grau, então chamado de curso científico. Formou-se em Medicina pela Faculdade Nacional de Medicina da Universidade do Brasil (atual Universidade Federal do Rio de Janeiro) em 1959.
Foi pioneiro da neurocirurgia em Brasília, tendo sido contratado em 1961 como o primeiro neurocirurgião do Hospital de Base do Distrito Federal. Entre 1964 e 1967, licenciou-se do cargo e foi para a Inglaterra, onde se especializou em neurocirurgia no The Newcastle upon Tyne Hospitals. Em 1967, retornou ao Brasil e foi reintegrado ao quadro médico do HBDF, onde atuou até 1993, tendo fundado e chefiado o Serviço de Neurocirurgia do hospital.
Em 1968, ingressou na Sociedade Brasileira de Neurocirurgia (SBN), na qual ocupou vários cargos e integrou varias comissões, atuando na formação do neurocirurgião brasileiro. Obteve os títulos de doutor e livre-docente em 1971, pela Universidade Federal do Rio de Janeiro, com a tese Ecoencefalograma em Neurocirurgia, sob orientação de Pedro Monteiro Sampaio. De 1986 a 1988, Mello foi presidente da SBN, tendo organizado o XVII Congresso da entidade em 1988, em Brasília (DF). 
Na sua gestão foram introduzidas normas de treinamento e concessão de título de especialista na área. Atuou como coordenador da comissão de ensino da SBN, tendo tido papel importante na criação do Livro do Residente em Neurocirurgia e no aprimoramento das provas anuais de residência e para obtenção do titulo de especialista na área. De 1993 a 2001, foi professor titular de Neurocirurgia da Universidade de Brasília, e, a partir de 2002, passou a atuar como pesquisador associado da mesma instituição.

## Homenagens e prêmios
Ao longo da carreira, Mello recebeu diversas homenagens e prêmios e por sua atuação acadêmica e médica, entre os quais a Medal of Honor, da World Federation of Neurosurgical Societies, em 2009 em Boston, nos Estados Unidos.
Entre os outros prêmio de Mello, destacam-se:
- Medalha do Mérito Alvorada – Governo do Distrito Federal.[10]
- Título de Cidadão de Brasília – Câmara Legislativa do Distrito Federal.[11]
- Prêmio Saúde Brasília – Associação Médica de Brasília.[12]
- Homenageado do Congresso Brasileiro de Cirurgia Espinhal.[13]
- Homenageado da Sociedade Brasileira de Neurocirurgia (SBN) pelas “relevantes contribuições prestadas para o engrandecimento da SBN”, na celebração de 60 anos da mesma instituição.[14]
- Medalha Grandes Médicos de Brasília.[15]

## Atuação acadêmica e científica
Dedicou-se à formação de neurocirurgiões e à pesquisa científica, com interesse especial por microcirurgia vascular intracraniana, gliomas cerebrais, tumores da hipófise e ensino da neurocirurgia. Orientou diversos trabalhos acadêmicos e participou de bancas de dissertações e teses na área de Ciências da Saúde.

## Publicações selecionadas
- Hidrocéfalo com pressão normal, tipo Hakim-Adams[16][17]
- Registro da pressão intracraniana[18]
- Pituitary Apoplexy; Clinical course, endocrine evaluations and treatment analysis.[19]
- Aneurisma da Artéria Carótida Interna: Estudo de 510 Pacientes Admitidos na Unidade de Neurocirurgia do Hospital de Base no Período de 1971 a 1991.[20]
- Adenomas Hipofisários Secretores de Gonadotrofinas: Avaliação Retrospectiva de Dez Casos.[21]
- Caracterização Clínica e Imunoistoquímica dos Adenomas Clinicamente Não Funcionantes de Hipófise.[22]
- Neurosurgical Training in Brazil.[23]
- Constipation in Patients with Brain Damage Resulting from Stroke Admitted to Rehabilitation Program.[24]
- Factors Associated to Intestinal Constipation in Chronic Patients with Stroke Sequelae Undergoing Rehabilitation.[25]

### Livros
- Avaliação em Neurocirurgia.[26]
- Livro do Residente em neurocirurgia.[27]

## Vida pessoal
Paulo Andrade de Mello foi casado com Jane Vianna de Mello e pai de quatro filhos: a educadora e musicista Patrícia Vianna de Mello; o médico e pesquisador Cláudio Vianna de Mello, da Oregon Health and Sciences University, em Portland, no Oregon (Estados Unidos); a atriz e professora adjunta do curso de Licenciatura em Teatro da Universidade Regional do Cariri (URCA), em Crato (CE), Mônica Vianna de Mello, e o professor de Trombone e Tecnologia Musical na Universidade de Brasília (UnB), Carlos Eduardo Vianna de Mello.  Era membro da Academia de Medicina de Brasília, sendo copatrono da Cadeira 31, cujo patrono é Fernando Magalhães.

## Morte
Faleceu em 29 de junho de 2019, em Brasília, aos 87 anos, e ficou sendo lembrado por sua dedicação à neurocirurgia e à formação de novas gerações de médicos da especialidade no Brasil.